# Френсіс Маріон
Маріон Бенсон Овенс (Marion Benson Owens), псевдонім Фре́нсіс Ма́ріон (англ. Frances Marion; нар. 18 листопада 1888, Сан-Франциско, Каліфорнія, США — пом. 12 травня 1973, Лос-Анджелес, Каліфорнія, США) — американська журналістка, письменниця, кінорежисерка, акторка та одна з найвідоміших сценаристок XX століття.

## Біографія
Маріон Бенсон Овенс народилася 18 листопада 1888 року в Сан-Франциско. На перших етапах кар'єри працювала журналісткою, а в роки Першої світової війни була військовою кореспонденткою у Європі. Повернувшись на батьківщину, переїхала в Лос-Анджелес. Там знайшла роботу асистенткою сценариста на кіностудії «Lois Weber Productions», яка належала піонерці жіночої кінорежисури Лоїс Вебер.
Незабаром Овенс взяла псевдонім Френсіс Маріон, під яким досягла великих успіхів у кіноіндустрії США в 1920-х і 1930-х роках. Серед її робіт такі популярні фільми з Мері Пікфорд, як «Ребекка з ферми Саннібрук» (1917) і «Бідна маленька багачка» (1917). Вона також показала себе як акторка в трьох фільмах Пікфорд в 1915 році.
У 1930 році вона стала лауреаткою премії «Оскар» за найкращий адаптований сценарій до фільму «Казенний будинок», ставши першою жінкою, удостоєною в цій номінації премії Американської кіноакадемії. Через два роки отримала другого «Оскара» у номінації найкращий оригінальний сюжет для фільму «Чемпіон». Протягом багатьох років працювала за контрактом на «MGM», але у 1946 році, будучи вже відомою і заможною, покинула студію і стала приділяти більше часу написанню сценаріїв для театральних постановок.
Френсіс Маріон одружувалась чотири рази, народила двох синів. В 1972 році вийшла книга її мемуарів «Off With Their Heads: A Serio-Comic Tale of Hollywood».
Френсіс Маріон померла 12 травня 1973 році в Лос-Анджелесі від розриву аневризми у віці 84 років.

## Вибрана фільмографія
| Рік  |   | Українська назва                | Оригінальна назва             | Роль                             |
| ---- | - | ------------------------------- | ----------------------------- | -------------------------------- |
| 1916 | ф | Позолочена клітка               | The Gilded Cage               | сценаристка / письменниця        |
| 1917 | ф | Ребекка з ферми Саннібрук       | Rebecca of Sunnybrook Farm    | сценаристка                      |
| 1920 | ф | Хлопавка                        | The Flapper                   | сценаристка, сюжет               |
| 1920 | ф | Неспокійний секс                | The Restless Sex              | сценаристка                      |
| 1922 | ф | Примітивний коханець            | The Primitive Lover           | сценаристка                      |
| 1923 | ф | Пісня про любов                 | The Song of Love              | сценаристка / режисерка          |
| 1924 | ф | Таємниці                        | Secrets                       | адаптація сценарію               |
| 1926 | ф | Син шейха                       | The Son of the Sheik          | адаптація сценарію               |
| 1927 | ф | Червоний млин                   | The Red Mill                  | адаптація сценарію / сценаристка |
| 1927 | ф | Любов                           | Love                          | сценаристка                      |
| 1928 | ф | Вітер                           | The Wind                      | сценаристка                      |
| 1928 | ф | Пробудження                     | The Awakening                 | авторка історії                  |
| 1928 | ф | Виховуючи батька                | Bringing Up Father            | сценаристка                      |
| 1929 | ф | Їх власне бажання               | Their Own Desire              | сценаристка                      |
| 1930 | ф | Мін і Білл                      | Min and Bill                  | сценаристка                      |
| 1930 | ф | Казенний будинок                | The Big House                 | сценаристка                      |
| 1930 | ф | Пісня розбійника                | The Rogue Song                | сценаристка                      |
| 1930 | ф | Анна Крісті                     | Anna Christie                 | сценаристка                      |
| 1931 | ф | Таємнича шістка                 | The Secret Six                | сценаристка                      |
| 1931 | ф | Чемпіон                         | The Champ                     | сценаристка                      |
| 1932 | ф | Емма                            | Emma                          | сценаристка                      |
| 1933 | ф | Обід о восьмій                  | Dinner at Eight               | сценаристка                      |
| 1933 | ф | Боксер та леді                  | The Prizefighter and the Lady | сценаристка                      |
| 1933 | ф | По дорозі до Голлівуду          | Going Hollywood               | сценаристка                      |
| 1933 | ф | Секрети                         | Secrets                       | сценаристка                      |
| 1936 | ф | Дама з камеліями                | Camille                       | сценаристка                      |
| 1936 | ф | Бідна, маленька багата дівчинка | Poor Little Rich Girl         | сценаристка                      |